# Mads Nissen
Mads Nissen (* 17. November 1979 in Hobro) ist ein dänischer Fotograf. Er ist einer der wenigen Fotografen, die zweimal mit dem Preis für das Pressefoto des Jahres ausgezeichnet wurden.

## Leben
Mads Nissen absolvierte sein Studium an der Danish School of Journalism in Kopenhagen. Von 2004 bis 2006 arbeitete er für die dänische Zeitung Politiken und anschließend als freischaffender Fotojournalist für Zeitschriften wie Newsweek, TIME, Der Spiegel, Stern oder Sunday Times. Er dokumentierte u. a. die Nahrungsmittelkrise im Niger, die Überbevölkerung auf den Philippinen oder den Regenwald am Amazonas.
Nissen erhielt für seine Arbeit zahlreiche Auszeichnungen, z. B. Danish Press Photo of the Year in 2007 und 2010, einen World Press Photo Award 2011 oder das Stipendium der Manuel Rivera-Ortiz Foundation for Documentary Photography & Film 2011.
2015 wurde Nissens Aufnahme eines schwulen Paares während eines intimen Moments in Sankt Petersburg von World Press Photo zum Pressefoto des Jahres 2014 gekürt. Das Foto ist Teil eines größeren Projekts zum Thema „Homophobie in Russland“.
Seine Aufnahme Die erste Umarmung, die die COVID-19-Pandemie in Brasilien thematisiert, wurde zum Pressefoto des Jahres 2020 gekürt.

## Publikationen
- Amazonas, Gyldendal, 2013, ISBN 978-8-7021361-0-4[8]
- A New Documentary, The Manuel Rivera-Ortiz Foundation for Documentary Photography & Film, 2013. ISBN 978-0-9896053-0-4.